# Говрин, Акива
Акива Говрин (ивр. עקיבא גוברין‎; род. 12 августа 1902 года, Шпиков, Подольская губерния, Российская империя — 26 июня 1980 года, Тель-Авив, Израиль) — израильский государственный деятель, депутат кнессета первых шести созывов, министр без портфеля (11), а также первый министр туризма Израиля (11, 12 правительства).

## Биография
Родился в местечке Шпиков Брацлавского уезда в семье Мордхе Глобмана (ивр. מרדכי גלובמן‎) и его жены Ады Калихман (ивр. עדה קליכמן‎). Обучался экономике в Берлине и Киеве.
Рано занялся сионистской деятельностью, став одним из основателей и руководителей молодёжного движения «Хе-халуц» в Шпикове. Эмигрировал в Подмандатную Палестину в 1922 году. Работал портовым рабочим в Хайфе, а затем строительным рабочим в Иерусалиме, где стал одним из создателей местного рабочего совета.
Позже выступил основателем профсоюза канцелярских служащих, а с 1925 года членом исполнительного комитета Гистадрута, заведовал отделом профессиональных объединений в 1943—1949 годах.
В 1949 году был избран в кнессет 1-го созыва от партии Мапай, в котором был утвержден на должность председателя комиссии по труду. В кнессете 2-го, 3-го и 5-го созывов являлся председателем парламентской коалиции. В разное время входил в комиссию по экономике и комиссию по иностранным делам и обороне.
Впервые в правительство Израиля вошёл в декабре 1963 года, когда был назначен министром без портфеля в первом правительстве Леви Эшколя.
Во втором правительстве Эшколя с 1964 по 1966 год занимал пост министра туризма Израиля.

## Семья
В браке с Малкой Белман (ивр. מלכה בלמן‎) у него было два сына: Соломон и Давид.